# Romana Goumare
Romana Goumare (Amsterdam, 28 september 1976) is een Nederlands fluitiste. 

## Opleiding
Romana Goumare studeerde bij Eline van Esch aan het Koninklijk Conservatorium in Den Haag waar zij haar eerste-fasediploma behaalde in 2001. Zij vervolgde haar studie aan de Royal Academy of Music in Londen, waar zij studeerde bij Michael Cox en Keith Bragg. In 2002 ontving zij haar masterdiploma met onderscheiding en met toekenning van de Irene Burcher Memorial Prize voor het beste houtblazersexamen. Masterclasses volgde ze bij Sebastian Bell, Emily Beynon, William Bennett, Jaime Martin, Robert Dick, Wilbert Hazelzet, Patricia Morris en Jacques Zoon.

## Activiteiten
Romana maakte op 12-jarige leeftijd haar televisiedebuut als soliste voor het Nationaal Jeugdorkest. Tijdens haar studie maakte zij deel uit van het Nationaal Jeugdorkest, het UBS Verbier Festival Youth Orchestra en het Gustav Mahler Jugendorchester. Zij werkte met dirigenten als Claudio Abbado, Zubin Mehta, Valery Gergiev, Yannick Nézet-Séguin,    Franz Welser-Möst, Yan Pascal Tortelier, Reinbert de Leeuw, Frans Brüggen en Ton Koopman. Tegenwoordig is zij  werkzaam bij orkesten als het Concertgebouw Kamerorkest, Camerata RCO, Rotterdams Philharmonisch Orkest, Münchner Philharmoniker, Münchner Symphoniker, Gelders Orkest, Philharmonie Zuid, Brabants Orkest, Holland Symfonia, Residentie Orkest, Residentie Bachorkest, Radio Kamer Filharmonie en Münchener Kammerorchester.
Met het Darius Ensemble geeft zij regelmatig concerten en werd zij geselecteerd voor de serie 'Het Debuut', 11 concerten op Nederlands grootste concertpodia en trad zij op in het tv-programma 'Vrije Geluiden'. Regelmatig werkt zij samen met pianiste Ani Avramova en Femke de Graaf.
Zij trad op in festivals als de BBC Proms, Edinburgh Festival, Lucerne Festival, Kurtag Festival, Verbier Festival, Salzburger Festspiele, Holland Festival, Grachtenfestival, tijdens het "Europees Podium voor Jonge Musici" in Brussel en in zalen als het Concertgebouw te Amsterdam, Berliner Philharmonie, Royal Albert Hall te Londen en de Musikverein te Wenen.
Romana bespeelt een Brannen-Cooper fluit met Lafin-kopstuk en een Braun-piccolo.